# Jakub z Hadet
Jakub z Hadet – duchowny katolicki kościoła maronickiego, w latach 1445–1468 45. patriarcha tego kościoła - "maronicki patriarcha Antiochii i całego Wschodu".